# Johann Bucker

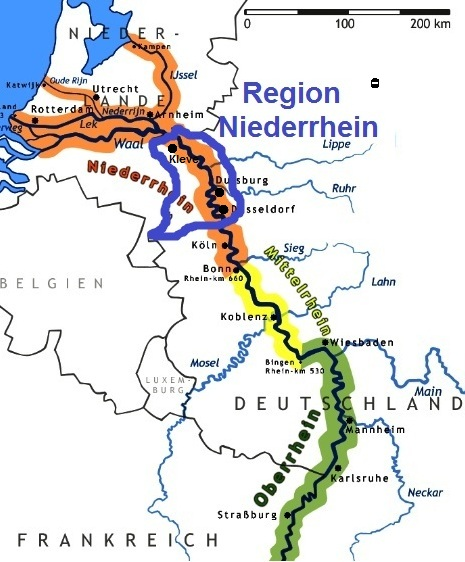
Flusslauf des Rheins und die Region Niederrhein

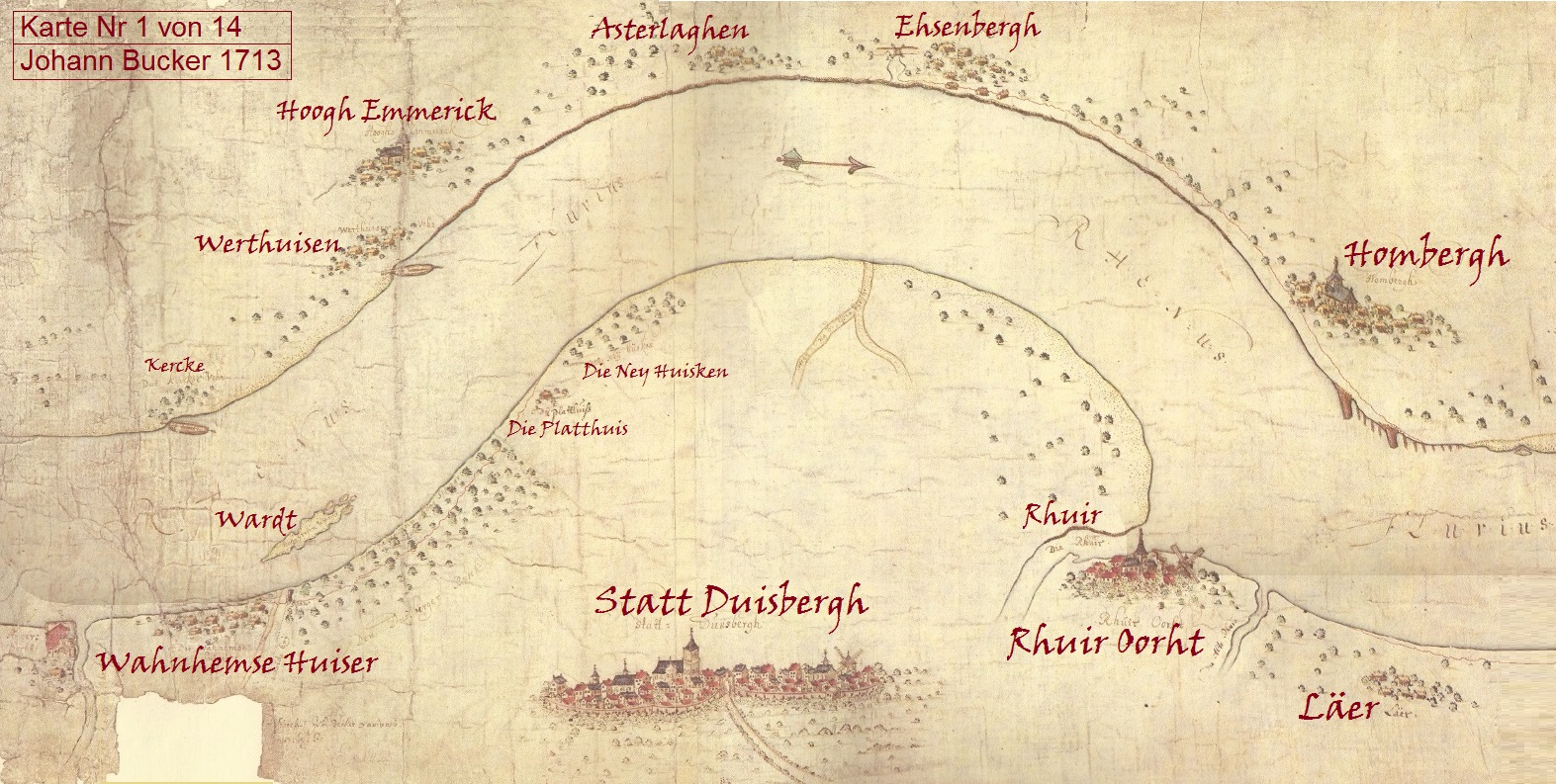
Rheinverlauf bei Duisburg, 1713

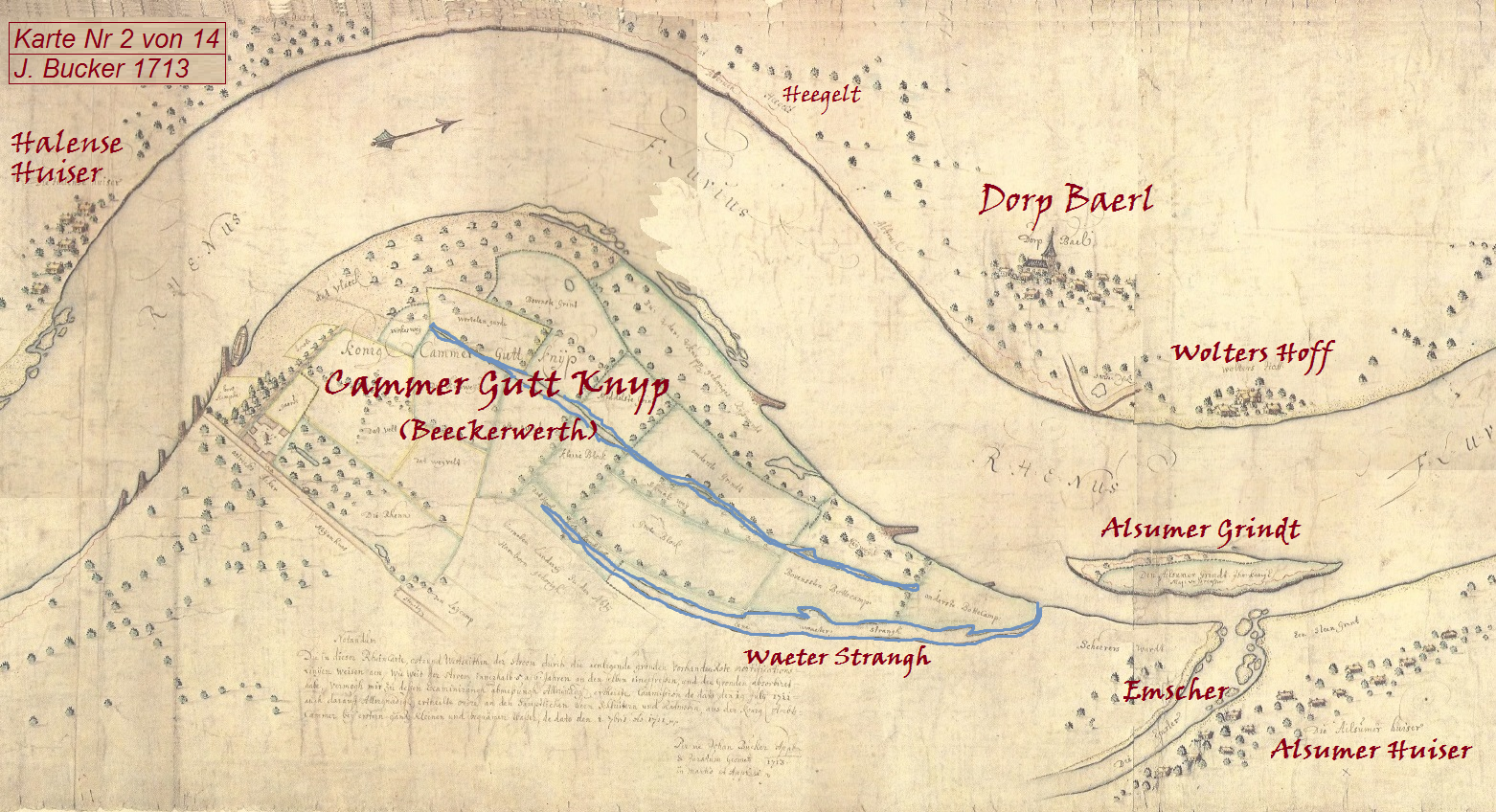
Rheinverlauf von Beeckerwerth bis Baerl, 1713

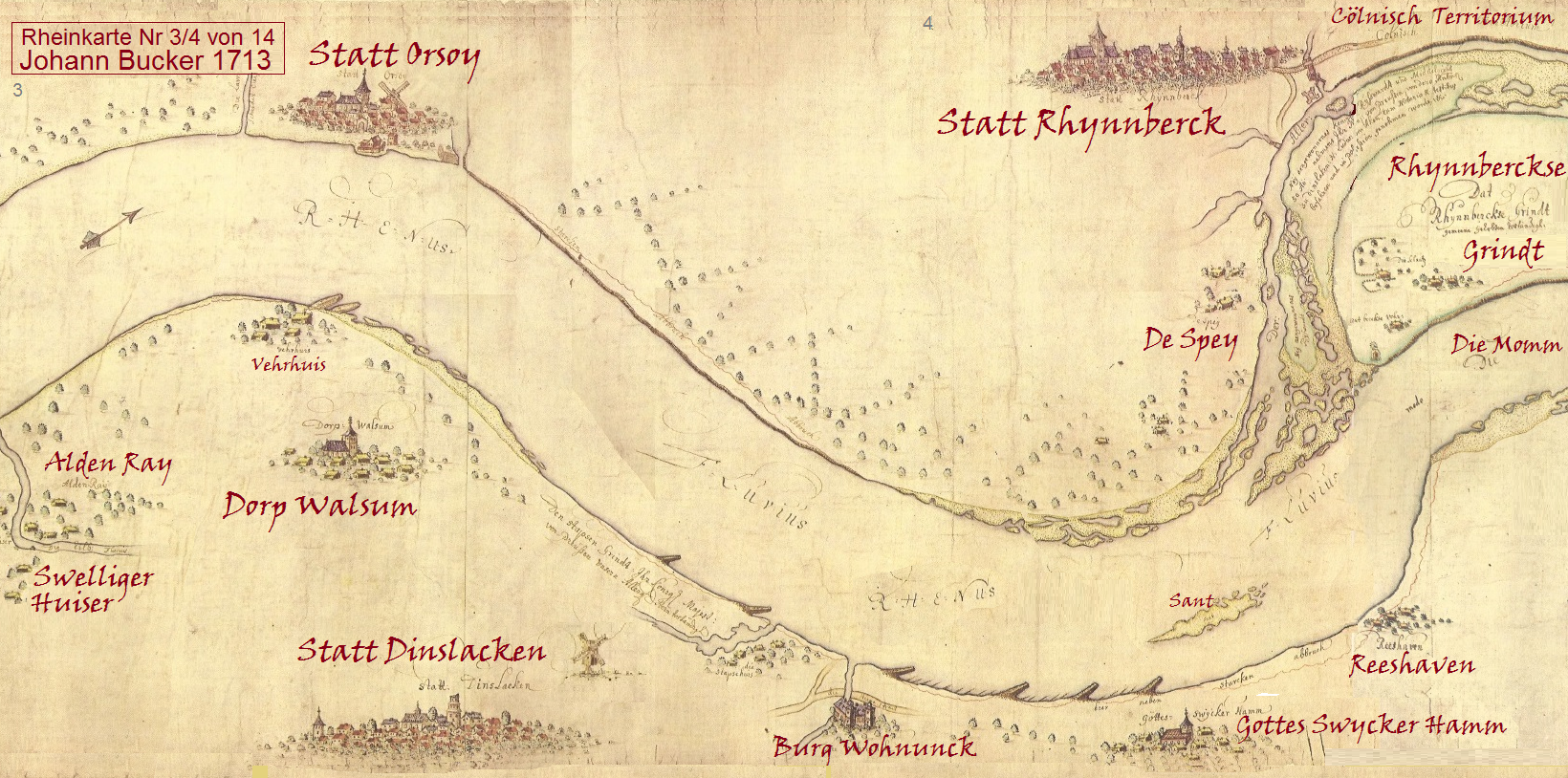
Rheinverlauf von Walsum bis Rheinberg, 1713

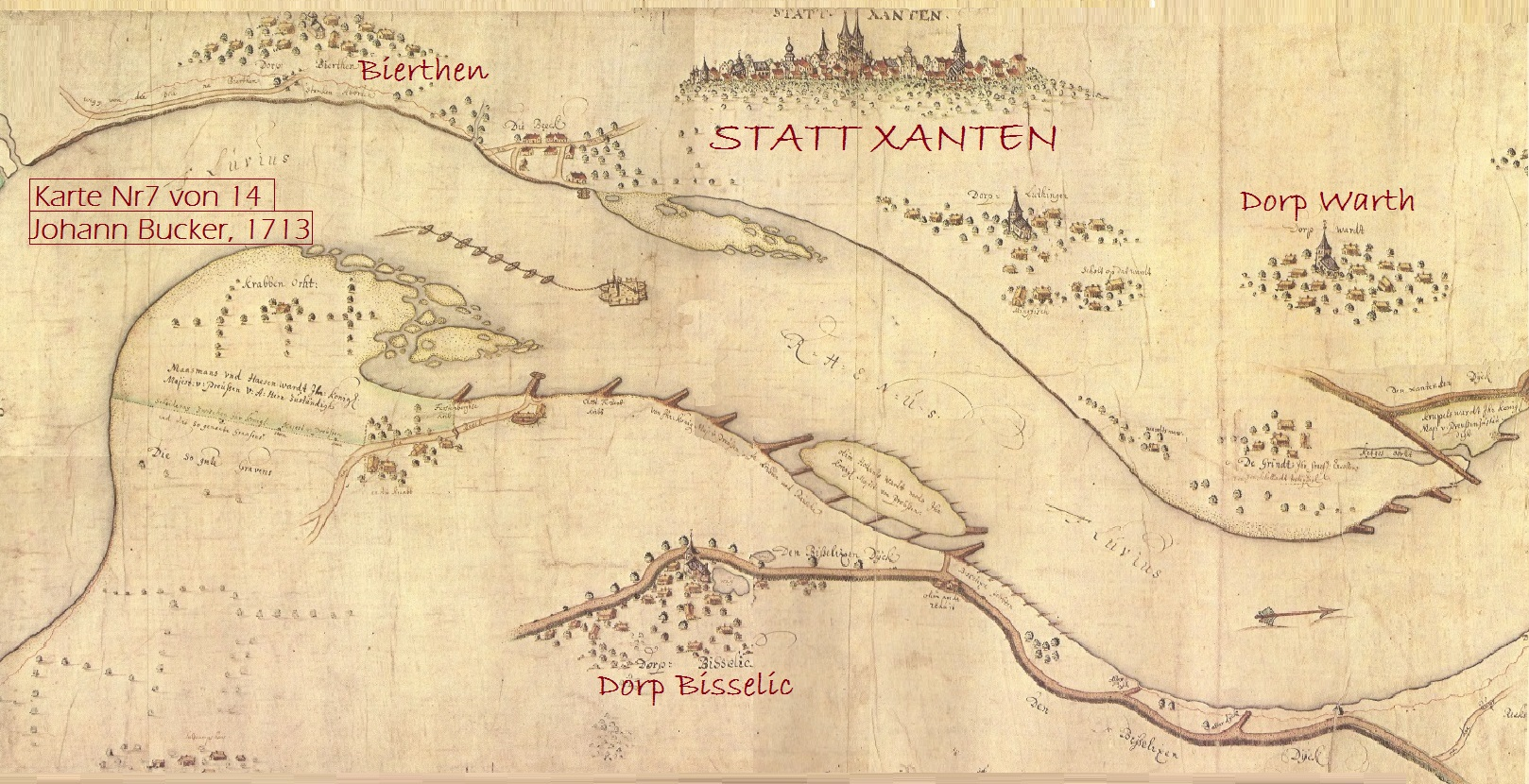
Rheinverlauf bei Xanten, 1713

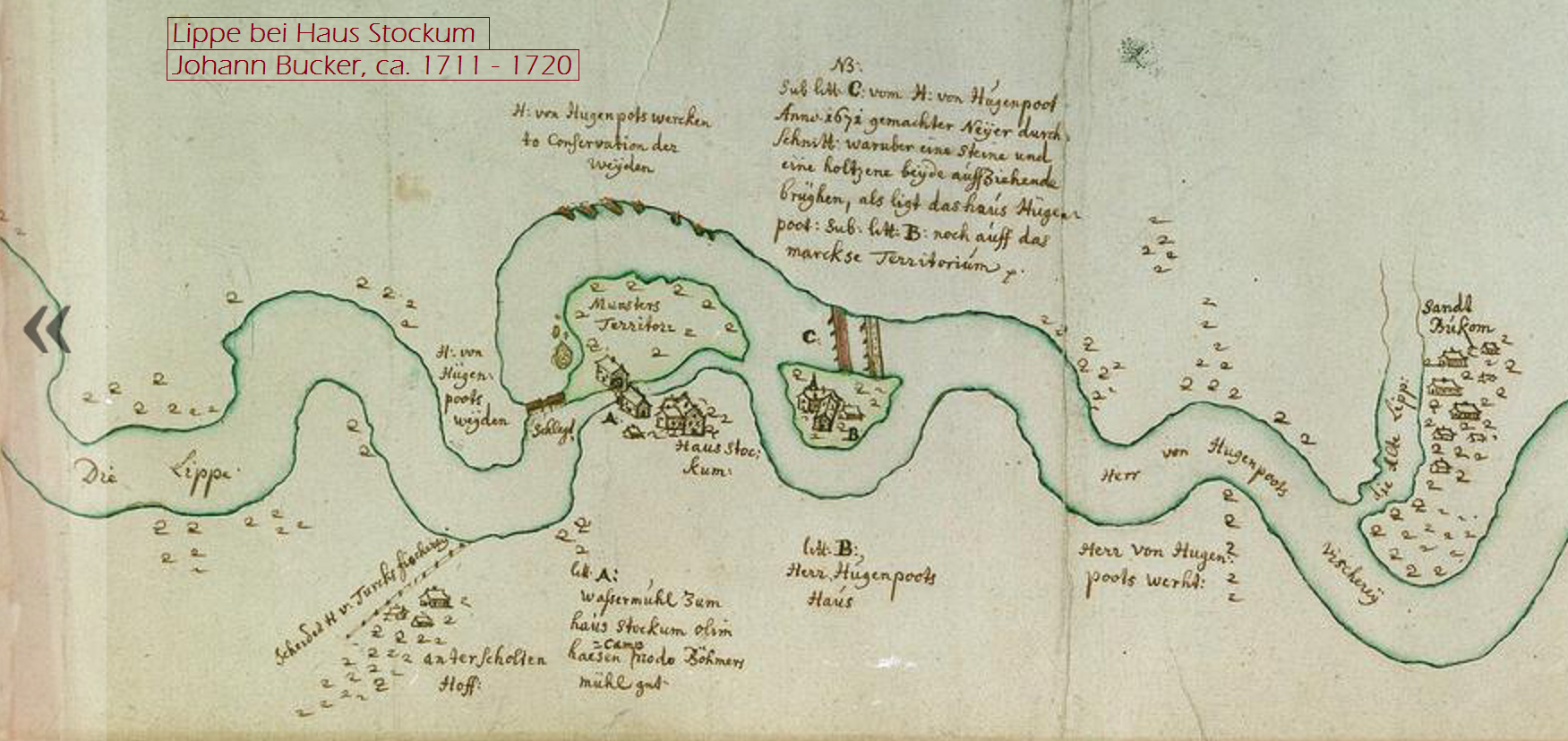
Lippe im Bereich der festen Häuser Stockum und Hugenpoth bei Werne

Johann Bucker, auch Johann Bücker (geb. vor 1696 möglicherweise in Xanten; begraben am 29. September 1723) war ein deutscher Kartograph. Er war der Zeichner und Verfasser der heute so benannten Buckerschen Karten, die Anfang des 18. Jahrhunderts erstmals erschienen sind. Die Karten waren detailreiche, für die damalige Zeit präzise und z. T. farbige Zeichnungen von Fluss- und Uferverläufen, insbesondere am Niederrhein.

## Leben
Johann Bucker, dessen Wirken im Zeitraum von 1696 bis 1723 nachgewiesen ist und der sich selbst als approbierten und geschworenen Landvermesser bezeichnete, ist bekannt, dass er aus Xanten stammte und dort am 29. September 1723 vom Kaplan begraben wurde. Was die Karten betrifft, arbeitete er im Auftrage von Klevischen Regierungen und dem Stifte Xanten. Es ist davon auszugehen, dass ein nach 1696 mehrfach genannter Xantener Schöffe mit Namen Johann Bucker mit dem Kartographen identisch ist. Von 1712 bis 1750 ist ein weiterer Landvermesser mit Namen Johann Bücker in den Büchern des Xantener Stiftes nachweisbar, vermutlich ein Sohn Buckers.
Die noch erhaltenen Original-Karten befinden sich im Bestand des Nordrhein-Westfälischen Landesarchiv Abteilung Rheinland und im Landesarchiv Abteilung Westfalen.

## Buckersche Karten
Buckers Hauptwerk ist die „Karte des Rheins von Duisburg bis Arnheim aus dem Jahre 1713“. Des Weiteren sind Kartierungen des Laufes der Lippe bei Werne bekannt sowie Einzelkarten von Flussverläufen bei Städten am Niederrhein. Auf Buckersche Karten wird in historischer Fachliteratur häufig Bezug genommen, wie in den Forschungen von Ernst Kelter zum anno 1595 untergegangenen Dorfe Halen (Niederrhein) (bei Duisburg-Baerl). Auch in den Untersuchungen zum Wallacher Deichbau 1580 wird auf Buckersche Karten zurückgegriffen, sowie auf der Internetseite des Mühlenportals Dinslaken.

### Rheinkarte aus dem Jahre 1713
Abbildungen der Dörfer und festen Häuser am niederen Rhein gibt es seit dem 16. Jahrhundert. Wichtig ist das Werk von Jan de Beijer, der in seinem Kabinett insbesondere Ansichten aus dem Klever Herrschaftsbereich geboten hat, allerdings nicht den Flussverlauf selbst kartographierte, sondern Zeichnungen von Städten und Landschaften angefertigt hat. Einen durchgehenden Uferstreifen des Rheines im damaligen Klever Herrschaftsbereich bietet erst die Karte Johann Buckers aus dem Jahre 1713. Das heute im Staatsarchiv Düsseldorf befindliche Original auf Papier ist etwa 11,20 Meter lang, 40 cm breit und hat die Signatur: Karten 4801. Es gibt dazu eine Herausgabe des Hauptstaatsarchives mit 14 Einzelkarten, erläutert von Erich Wisplinghoff im Jahre 1984.

### Zweck und Maßstab
Die Karte war eine Auftragszeichnung für die Klever Herrschaft und für das nachfolgende Königreich Preußen vom 19. Juli 1711. Es ging in erster Linie darum, den Domänenbesitz am Rhein, an den aufgrund von Hochwasser ständig wechselnden Uferlinien und auf den vielen Inseln zu erfassen, einschließlich von Anschwemmungen und Abbrüchen. Diesem Auftrag kam Johann Bücker nach und erstellte eine für die heutige Forschung detailreiche und aussagefähige Karte des betreffenden Rheinabschnittes. Was die Ansichten von Städten, Dörfern und Landschaften betrifft, arbeitete Bucker weniger detailliert und überwiegend mit symbolischen Darstellungen. Die auf der Karte dargestellten Gebäude stimmen in Anzahl und Zuordnung nicht mit den tatsächlichen Gegebenheiten überein, wenngleich er bemüht war, ortstypische Gebäude erkennbar darzustellen. Auch wechselte der Maßstab zwischen einzelnen Stromabschnitten. Insgesamt, bei einer Länge der Karte von 11,20 Metern und einer erfassten Luftlinie von etwa 100 Kilometern, kam ein mittlerer Maßstab von 1 : 8500 dabei heraus.

### Rheinstrom
Auf den ersten Blick ist erkennbar, dass Lauf und Struktur des Rheines zur damaligen Zeit sich deutlich von seinem heutigen Verlauf unterschieden haben. Insbesondere fallen die vielen Sande und Inseln auf sowie die Anlandungen und Abbrüche, die der Autor durch Vermerke und rote Striche besonders gekennzeichnet hat. Von Schenkenschanz (bei Emmerich) bis Arnheim fehlen die entsprechenden Kennzeichnungen.
Um Abbrüche zu vermeiden, wurden Anpflanzungen vorgenommen oder das Ufer mit Faschinenanlagen befestigt. Die dazu häufig benutzten Kribben (oder Buhnen) wurden vom Autor zumeist überdimensioniert eingezeichnet. Die Kribben sollten den Druck des Stromes ausgleichen und von gefährdeten Uferstellen wegleiten.

### Genauigkeit
Bucker scheint die meisten Uferabschnitte nicht „ausgemessen“, sondern „in Augenschein genommen“ zu haben, woraus sich Ungenauigkeiten im Maßstab und in manchen Größenverhältnissen ergeben haben. Insgesamt werden seine Zeichnungen als bemerkenswert bezeichnet, wurden sie dem Auftrag, die Lagezeichnungen der klevisch/preußischen Domänen zu aktualisieren, voll gerecht und werden heute als wichtige Ergänzungen zu den Arbeiten von Jan de Beijer betrachtet.